# Bienvenue dans ma tribu
Bienvenue dans ma tribu est une émission de télévision française de téléréalité, diffusée sur TF1 du 13 juillet 2010 au 10 août 2010 et produite par Alexia Laroche-Joubert.

L'émission fera l'objet d'une saison unique, au vu des audiences jugées trop segmentantes et insuffisantes.

## Principe
Cette émission propose de suivre l'immersion totale de trois familles françaises dans trois tribus et sur trois continents. Les familles devront s'adapter à ce nouveau mode de vie et également à cette nouvelle culture qui leur est inconnue.
Trois familles françaises devront passer trois semaines dans des tribus dont le mode de vie et la culture sont inconnus pour ces Français. Les familles devront oublier leurs habitudes de leur vie de tous les jours et se passer du confort qu'ils avaient avant de partir pour cette aventure. Ils doivent s'adapter à ce changement brutal et apprendre à vivre comme leurs hôtes et s'habituer à cette nouvelle culture. Le magazine propose aux téléspectateurs de suivre les aventures de ces trois familles en parallèle, à chaque émission.
À la fin de l'immersion des Français, Nadinou et quelques jeunes de sa tribu (Surmas) ainsi que Tika et Jessica (Hulis) ont la possibilité de passer à leur tour quelques jours loin de chez eux. Ils vivront pendant 5 jours chez leur famille française respective et apprendront, eux aussi, un nouveau mode de vie tout à fait inédit et impressionnant.

## Les familles et les tribus
- La famille issue de Marseille est composée d'Edgard et de Valérie, les parents de la jeune Iona âgée de 11 ans, et des deux enfants de Valérie, Anae et Robin, âgés de 23 et 20 ans. Ils sont en immersion dans la tribu Zápara en Équateur.

- La famille qui vient d'Eure-et-Loir se compose de William et Gaëlle, les parents, et de leurs deux filles, Eloïse, 14 ans, et Roxanne, 17 ans. Ils sont en immersion dans la tribu Hulis en Papouasie-Nouvelle-Guinée.

- La famille de Paris est composée des parents, Emmanuel et Charlotte, et des quatre enfants : les jumelles Axelle et Marianne, 16 ans, Nicolas, 17 ans et Philippine, 19 ans. Ils sont en immersion dans la tribu Surmas en Éthiopie.

## Diffusion
L'émission est diffusée en seconde partie de soirée le mardi à 22 h 30.
La première session de l'émission est diffusée pendant l'été 2010. Le programme se découpe sous forme d'épisodes, diffusés à raison d'un par semaine (2 épisodes la dernière semaine).
L'épisode du mardi est rediffusé le vendredi de la même semaine en troisième partie de soirée après l'émission hebdomadaire de Secret Story, vers 0 h 15. 

## Polémique
L'émission a provoqué l'ire d'une ONG qui a souligné "le caractère primitif" de la rencontre avec les tribus.
Le site web de Télé 2 semaines a quant à lui dénoncé le retour aux valeurs du mythe du bon sauvage

### Anecdotes
- Le 10 août, deux épisodes ont été diffusés à la suite à partir de 22 h 30 (jusqu'à 1 h 25). Le premier portait sur le départ des familles françaises et le second portait sur l'arrivée des chefs des tribus en France.
- Dans l'ultime épisode, lorsque les chefs des tribus vont passer quelques jours en France, seuls les Surmas et les Hulis sont présents. La tribu des Zaparas n'a pas fait d'immersion en France, et de ce fait on ne voit ni cette tribu de tout l'épisode, ni la famille française qui aurait dû l'accueillir.

## Audimat
| Émission | Jour et horaire de diffusion      | Téléspectateurs | Parts de marché sur les 4 ans et plus | Référence |
| -------- | --------------------------------- | --------------- | ------------------------------------- | --------- |
| 1        | Mardi 13 juillet 2010 22:30-00:00 | 2 049 000       | 20,2 %                                | [ 5 ]     |
| 2        | Mardi 20 juillet 2010 22:25-23:55 | 2 300 000       | 19 %                                  | [ 6 ]     |
| 3        | Mardi 27 juillet 2010 22:15-23:45 | 2 600 000       | 20 %                                  | [ 7 ]     |
| 4        | Mardi 3 août 2010 22:30-00:00     | 2 100 000       | 22 %                                  | [ 8 ]     |
| 5        | Mardi 10 août 2010 22:30-01:30    | 2 200 000       | 20 %                                  | [ 9 ]     |

Légende :
En fond vert = Les meilleurs chiffres d'audiences.
En fond rouge = Les chiffres d'audiences les moins bons.